# Resolutie 270 Veiligheidsraad Verenigde Naties
Resolutie 270 van de Veiligheidsraad van de Verenigde Naties was de laatste resolutie die door de leden van de VN-Veiligheidsraad werd aangenomen in 1969. De resolutie veroordeelde een luchtaanval door Israël op enkele dorpen in het zuiden van Libanon.

## Achtergrond
Na de Zesdaagse Oorlog begon de Palestijnse Bevrijdingsorganisatie (PLO) een guerrillaoorlog tegen Israël, onder meer vanuit Zuidelijk Libanon, dat steeds meer door de Palestijnen werd gecontroleerd. Het Libanese leger was te zwak om hiertegen op te treden.
Op 11 augustus 1969 namen Israëlische gevechtsvliegtuigen zes dorpen net over de grens met Libanon onder vuur, waarbij vier burgers omkwamen. Volgens Israël ging het om een daad van zelfverdediging nadat het verschillende keren onder vuur was genomen door Palestijnse terroristen. Israël stelde dat Libanon de verantwoordelijkheid had om die schendingen van de wapenstilstand te voorkomen. Libanon vond dat Israël daarmee naar de Israëlisch-Libanese Gemengde Wapenstilstandscommissie moest stappen, die nog steeds actief was volgend op de wapenstilstand van 1949.

## Inhoud
De Veiligheidsraad:
- Heeft de agenda S/Agenda/1498/Rev.1 overwogen;
- Heeft de verklaring van de Chargé d'affaires ad interim van Libanon gehoord (S/9383);
- Heeft de verklaringen van de vertegenwoordigers van Libanon en Israël gehoord;
- Betreurt het verlies van burgerlevens en eigendommen;
- Is ernstig bezorgd over de verslechterde situatie als gevolg van het schenden van de resolutie van de Veiligheidsraad;
- Herinnert aan het wapenstilstandsverdrag tussen Israël en Libanon van 23 maart 1949 en het staakt-het-vuren dat in juni 1967 werd gesloten volgend op de resoluties 233 en 234;
- Herinnert aan resolutie 262 van 31 december 1968;
- Beseft zijn verantwoordelijkheid ten opzichte van de randvoorwaarden van het handvest van de Verenigde Naties;

1. Veroordeelt de beraamde luchtaanval van Israël op dorpen in het zuiden van Libanon, welke in strijd is met diens verplichtingen volgens het handvest van de Verenigde Naties;
2. Betreurt alle gewelddadige incidenten, in strijd met het staakt-het-vuren;
3. Betreurt de uitbreiding van het conflictgebied;
4. Verklaart dat acties zoals wraakacties en andere grove schendingen van het staakt-het-vuren niet kunnen worden getolereerd en dat de Veiligheidsraad verdere en effectievere stappen zou moeten zetten zoals voorzien in het handvest om herhaling van dergelijke acties te voorkomen;

Lijst ·  263 ·  264 ·  265 ·  266 ·  267 ·  268 ·  269 ·  270 ·  271 ·  272 ·  273 ·  274 ·  275